# 旭川トヨタ自動車
旭川トヨタ自動車株式会社（あさひかわトヨタじどうしゃ）は北海道旭川市4条通2丁目に本社を置くトヨタ店であり、旭川トヨタグループの中核企業である。
当初は札幌トヨタ販売株式会社が札幌を中心に道南と帯広をテリトリーとし、創立前の五番館2代目社長小田直司が、戦前から北海道から樺太までを商圏としていたので「北海道トヨタ」として設立を目論んだが、トヨタ自工の考え方として「札幌・道南」「旭川・道東」の2分割を考え、成功しなかった経緯がある。
そして旭川トヨタ販売として、1947年（昭和22年）3月19日、資本金18万円、本社を北海道旭川市5条通3丁目左6号に、北海道北見市北3条西1丁目に北見支店を創立した。
2024年8月9日、封印取付け業務について、使用済み封印の再利用や届出をしていない事業場での封印取付けといった不適切な取扱いがあったとして、国土交通省北海道運輸局旭川運輸支局より封印取付けの委託解除となった。委託解除後は、行政書士による封印取付けや、最寄りの自家用自動車協会の封印取付け所等で行うとしている。

## 会社概要
- 事業内容
  - 自動車販売事業全般
    - トヨタ店
    - レクサス店

  - au販売代理事業

## 店舗

### 新車
- 旭川店 - 旭川市4条通2丁目
- 永山店 - 旭川市永山2条14丁目2-17
- タムザ神居店 - 旭川市神居4条1丁目1-30
- 末広店 - 旭川市末広1条4丁目1-33
- 東光店 - 旭川市東光3条6丁目185-1
- 富良野店 - 富良野市新富町3-10
- 稚内店 - 稚内市大黒5丁目5-26
- 枝幸店 - 枝幸郡枝幸町岬町1080-1
- 名寄店 - 名寄市西4条10丁目1-5
- 士別店 - 士別市大通西18丁目463-22
- 留萌店 - 留萌市五十嵐町3丁目5-4
- 深川店[注釈 1] - 深川市北光町3丁目4-17
- 羽幌店 - 苫前郡羽幌町幸町52-1
- 北見店 - 北見市栄町2丁目1-6
- 紋別店 - 紋別市渚滑町1丁目24-2
- 遠軽店 - 紋別郡遠軽町南町3丁目2-3
- 美幌店 - 網走郡美幌町字美芳18-2
- 網走店 - 網走市大曲1丁目14-9
- 斜里店 - 斜里郡斜里町光陽町69-1

### 中古車
- U-Carステーション - 旭川市神居5条1丁目1-30
- 北見U-Carステーション - 北見市とん田西町219-2

### レクサス
- レクサス旭川 - 旭川市神楽岡14条9丁目1-10
- レクサスCPO北見 - 北見市中央三輪7丁目446-57

## グループ会社

### 自動車・物流機器販売事業
- トヨタカローラ旭川
- トヨタL&F旭川

### 自動車レンタル及びリース事業
- トヨタレンタリース旭川